# 短気
短気（たんき）は、忍耐力がなかったり、我慢ができない性質。また、些細なことでもすぐ怒るなど気性が激しく、すぐ喧嘩腰になる人のことを指すこともある。同義語には、気が短い、気短（きみじか）、気が早い、せっかちなどが挙げられる。また、気長、気が長いという語はのんびりとして焦らないことを指し、対義語にあたる。
典型的な江戸っ子像に「短気」というイメージがある。「火事と喧嘩は江戸の華」という語もある｡

## 慣用句
短気は損気
短気を起こすと結局は自分の損になる
短気は功を成さず
意味は同上。
短気は未練の元、短気は未練の始め
短気を起こすと必ず後悔し、未練が生じて自分が苦しむ
急いては事をし損じる
急ぐとかえって失敗するものだ